# The Christmas Train
The Christmas Train (titulada: El tren navideño de las sorpresas en Argentina y El tren de la Navidad en España) es un telefilme estadounidense de drama y romance de 2017, dirigido por Ron Oliver, escrito por Neal H. Dobrofsky y Tippi Dobrofsky, está adaptado de la novela de David Baldacci, musicalizado por Peter Allen, en la fotografía estuvo Adam Sliwinski y los protagonistas son Dermot Mulroney, Kimberly Williams-Paisley y Danny Glover, entre otros. Este largometraje fue realizado por Front Street Pictures y se estrenó el 25 de noviembre de 2017.

## Sinopsis
Un periodista descarado se dispone durante la Navidad a tomar el tren, que va de Washington D. C. a Los Ángeles, hace esto para encontrar inspiración y escribir acerca de su fallecido padre. El recorrido es largo, va conociendo a algunos pasajeros, entre ellos, se halla inesperadamente Eleonor, una novia que tuvo hace tiempo, con quien estuvo muchos años.